# رایفلباخ
رایفلباخ (به آلمانی: Reiffelbach) یک شهر در آلمان است که در باد کرویتسناخ واقع شده‌است. رایفلباخ ۲۵۶ نفر جمعیت دارد.